# بريكسبيبريزول
بريكسبيبريزول (بالإنجليزية: Brexpiprazole)‏ هو دواء يُستعمل في علاج:
- ذهان[9]
- اضطراب فصامي عاطفي[9]
- قلق[9]

## دوره
يلعب هذا الدواء دورًا في علاج الأمراض كونه:
- محفز للدوبامين